# Sete Quedas
Sete Quedas – miasto i gmina w Brazylii, w stanie Mato Grosso do Sul.